# Рауль Пребіш
Рауль Пребіш (ісп. Raúl Prebisch; 17 квітня 1901, Сан-Мігель-де-Тукуман, Аргентина — 29 квітня 1986, Сантьяго, Чилі) — аргентинський економіст, співавтор гіпотези Пребіша—Зінгера, розробник теорії залежного розвитку.

## Біографія
Отримав освіту в університеті Буенос-Айреса. У 1925—1948 роках викладав політичну економію в цьому університеті й одночасно займав відповідальні пости низки державних фінансових і економічних установ. У 1925—1927 роках — заступник директора Державного департаменту статистики Аргентини, у 1927—1930 роках — директор Економічного інституту, в 1930—1933 роках — помічник міністра фінансів, в 1933—1935 роках — економічний радник уряду, в 1935—1943 роках — директор Центрального банку Аргентини.
Брав участь у створенні Економічної комісії ООН для Латинської Америки (ЕКЛА) в 1948 році і в 1950—1962 роках очолював її, обіймаючи посаду виконавчого секретаря. Група латиноамериканських економістів і соціологів — співробітників ЕКЛА за активної участі Пребіша розробила в 50-ті роки «Доктрину ЕКЛА», що здобула популярність як теорія «десарольїзму» (від іспанського слова «розвиток»), і обґрунтовувала план модернізації країн Латинської Америки. «Доктрина ЕКЛА» знайшла відображення у програмі «Союзу заради прогресу», висунутої президентом США Джоном Кеннеді в березні 1961 року і прийнятої 19 латиноамериканськими державами на Міжамериканській економічній конференції в серпні 1961. Пребіш на чолі комітету експертів брав участь у здійсненні програми.
У 1964—1969 роках був генеральним секретарем Конференції ООН з торгівлі та розвитку (ЮНКТАД). В 1962—1964 роках і з 1969 року генеральний директор Латиноамериканського інституту економічного та соціального планування при ЕКЛА. Радник генерального секретаря ООН з проблем розвитку.

## Науковий внесок

### Імпортозаміщення
У своїх працях аналізував причини відсталості країн «третього світу» і пропонував стратегії їхнього економічного зростання. Обґрунтував і розвинув ідеї імпортозаміщувальної індустріалізації, регіональної економічної інтеграції в Латинській Америці, зміни аграрних структур, програмування розвитку. Висував завдання «синтезу соціалізму і економічного лібералізму».
Спільно з Хансом Зінгером розробив гіпотезу Пребіша—Зінгера.

### Концепція центру—периферії і периферійного капіталізму
Головне в концепції Пребіша те, що капіталістична світова економіка є єдиним ціле, розмежованим на «центр», який включає в себе кілька високорозвинених індустріальних держав, і «периферію», яку складають в основному аграрні країни. Периферійні країни знаходяться в економічній залежності від «центру», що перешкоджає їхньому розвитку. Найважливіша причина відсталості периферії — викачування «центром» істотної частини її доходів. У 70-х роках Пребіш написав кілька робіт, які були зібрані в книгу «Периферійний капіталізм: Криза і трансформація» (1981). В цих текстах він сформулював теорію «периферійного капіталізму», суть якої в тому, що периферійні країни, як і країни, що становлять центр, є капіталістичними, але їхній капіталізм якісно відрізняється від капіталізму «центрів» у галузі техніки, виробничої структури та споживанні, в рівні розвитку й демократизації, в системі землеволодіння та демографічному зростанні.
Для подолання цього стану країнам регіону необхідна модернізація економічної і соціальної структури, завоювання економічної самостійності й рівноправного становища у світі. Щоб досягти таких цілей, потрібні індустріалізація, аграрна реформа, яка покінчить з відсталими аграрними відносинами, та інтенсивний розвиток сільського господарства, зміна структури та географії зовнішньоекономічних зв'язків. Велике значення мають регіональна економічна інтеграція і випрацювання нових, рівноправних принципів світової торгівлі та міжнародних економічних відносин.

## Нагороди
За свої досягнення Пребіш був нагороджений:
- 1971 — обраний членом Американської академії мистецтв і наук
- 1974 — премія імені Джавахарлала Неру[en] за міжнародне взаєморозуміння
- 1977 — почесна медаль імені Дага Хаммаршельда[de] від Німецького товариства Організації Об'єднаних Націй[de]
- 1981 — премія «Третього світу» від Фонду «Третій світ».